# Noein
Noein (jap. ノエイン もうひとりの君へ Noein – Mou hitori no kimi e) – japoński serial animowany z gatunku science fiction. Fabuła nawiązuje do teorii fizyki kwantowej.

## Fabuła
W przyszłości mającej się wydarzyć za 15 lat, dzięki wysoce zaawansowanej technologii, dochodzi do wojny pomiędzy La'crymą, która ochrania ludzi i Shangri-La, który próbuje zniszczyć wszystkie czasoprzestrzenie i stworzyć jeden idealny świat. Kluczem do zatrzymania inwazji Shangri-La jest tajemniczy obiekt o nazwie „Smocza Obręcz” [„the Dragon's Torque”]. Oddział zwany "Rycerze Smoka" zostaje wysłany w czasoprzestrzeń aby odnaleźć ową obręcz. W teraźniejszości dwunastoletnia dziewczynka o imieniu Haruka i jej przyjaciel Yuu postanawiają uciec z domu. Podczas ucieczki spotykają członka „Smoczych Rycerzy” zwanego Karasu (kruk). Wierzy on, że Haruka posiada „Smoczą Obręcz” i wydaje się być o 15 lat starszym Yuu z przyszłości.

## Postacie
- Kaminogi Haruka – główna postać
- Kaminogi Asuka
- Gotou Yuu
- Gotou Miyuki
- Karasu
- Fukurou
- Atori
- Kosagi
- Tobi
- Isuka
- Hasebe Ai
- Fujiwara Isami
- Noein

## Spis odcinków
| N/o | Premiera   | Angielski tytuł    | Japoński tytuł                    |
| --- | ---------- | ------------------ | --------------------------------- |
| 01  | 12.10.2005 | Blue Snow          | Aoi Yuki (アオイユキ)             |
| 02  | 19.10.2005 | Runaway            | Iede (イエデ)                     |
| 03  | 26.10.2005 | Hunted             | Owarete... (オワレテ...)          |
| 04  | 02.11.2005 | Friends            | Tomodachi (トモダチ)              |
| 05  | 09.11.2005 | And Then...        | Sorekara... (ソレカラ...)         |
| 06  | 16.11.2005 | Dimension of Tears | Namida no Jikū (ナミダノジクウ)   |
| 07  | 23.11.2005 | Precious Person    | Taisetsu na Hito (タイセツナヒト) |
| 08  | 30.11.2005 | Secrets            | Kakushigoto (カクシゴト)          |
| 09  | 07.12.2005 | Beyond Time        | Toki o Koete (トキヲコエテ)       |
| 10  | 14.12.2005 | A Stormy Night     | Arashi no Yoru (アラシノヨル)     |
| 11  | 21.12.2005 | Out of Sync        | Surechigai (スレチガイ)           |
| 12  | 28.12.2005 | Battle             | Tatakai (タタカイ)                |
| 13  | 11.01.2006 | Wish               | Negai (ネガイ)                    |
| 14  | 18.01.2006 | Memories           | Kioku (キオク)                    |
| 15  | 25.01.2006 | Shangri'la         | Shanguri-ra (シャングリラ)        |
| 16  | 01.02.2006 | Repetition         | Kurikaeshi (クリカエシ)           |
| 17  | 11.02.2006 | Doubt              | Mayoi (マヨイ)                    |
| 18  | 15.02.2006 | Bad Dream          | Warui Yume (ワルイユメ)           |
| 19  | 22.02.2006 | Recollections      | Omoide (オモイデ)                 |
| 20  | 01.03.2006 | Once More...       | Mou Ichido... (モウイチド...)     |
| 21  | 08.03.2006 | Illusion           | Maboroshi (マボロシ)              |
| 22  | 15.03.2006 | To The Future...   | Mirai e... (ミライヘ...)          |
| 23  | 22.03.2006 | The End            | Owari (オワリ)                    |
| 24  | 29.03.2006 | The Beginning      | Hajimari (ハジマリ)               |

## Informacje dodatkowe
- Utwór początkowy: Idea by eufonius
- Utwór końcowy: Yoake no ashioto by solua